# 국고행위
국고행위란 행정주체의 사경제적 행위를 뜻하는 행정법의 개념이다. 

## 예
국가의 물품매매계약, 교량건설도급계약, 국유재산불하, 수표발행 등의 행위. 

## 참고 문헌
- 김철용, 행정법 2(김철용)(제5판), 박영사. (ISBN 9788910513230)